# Grzegorz Braun
Grzegorz Michał Braun (Torún, 11 de marzo de 1967) es un publicista, profesor, guionista, director de cine y político polaco. Afiliado a la Confederación de la Corona Polaca, un partido nacionalista y católico tradicionalista, fue miembro del Sejm entre 2019 y 2024 y miembro del Parlamento Europeo desde 2024.

## Primeros años y educación
En 1990 se graduó en estudios polacos en la Universidad de Breslavia. Comenzó a trabajar en esta universidad y enseñó allí periodismo hasta 2007. En 1993 completó estudios de posgrado en la Facultad de Radio y Televisión de la Universidad de Silesia.
Entre 1990 y 1994 fue miembro del consejo editorial de la revista trimestral Fronda. Posteriormente trabajó, entre otros, para Radio Breslavia. Se convirtió en publicista en el boletín mensual Opcja na Praw y en el bimestral Magna Polonia, entre otros.

## Ideología
Braun afirma que apoya plenamente la enseñanza tradicional de la Iglesia católica en materia moral. Es partidario de una prohibición total del aborto y de la fecundación in vitro, que califica de «procedimiento perverso». Apoya la pena de muerte para asesinos, traidores, espías y desertores. Es monárquico y crítico de la democracia.
Apoya la idea de una entronización formal de Jesucristo como rey de Polonia. En marzo de 2019 apoyó oficialmente el castigo para los actos homosexuales.
Coopera con la Organización de Monárquicos Polacos, para la que dio conferencias ideológicas durante reuniones en Varsovia y Wrocław. Se opone a la Unión Europea.
Afirma está lejos del anarquismo y que es partidario del Estado, pero se opone al burocratismo. En su opinión, las naciones civilizadas son aquellas que «pueden, por un lado, perseguir los intereses nacionales teniendo en cuenta el bien común y, por otro lado, pueden respetar al individuo».
Califica el racismo y el chovinismo, que en su opinión resultan de la separación de las fuentes de la civilización latina, como «una desviación» y «una manifestación del pensamiento tribal». En su opinión, tales actitudes son «salvajes» e «incivilizadas».
En materia económica, se refiere al principio de subsidiariedad. Por lo tanto, no está a favor de que el Estado se ocupe de la economía «aparte de garantizar la igualdad de acceso al mercado». Sin embargo, también prevé excepciones «en aquellos ámbitos de la economía en los que la cuestión de la seguridad del Estado es importante» (por ejemplo, armamentos, energía, materias primas o clima). En su opinión, el Estado también existe para garantizar que «los polacos no sean víctimas de la colusión de los cárteles».

## Vida personal
Contrajo matrimonio el 6 de diciembre de 2014 con Aleksandra Gruziel, bajo rito tridentino en la Parroquia de San Klemens Hofbauer, en Varsovia. El matrimonio tiene dos hijos.
Braun es católico, afín al tradicionalismo. Es cercano a congregaciones como el Instituto del Buen Pastor y la Fraternidad Sacerdotal San Pío X (FSSPX).
Además de polaco, habla checo e inglés a nivel comunicativo.